# José Alberto Uriburu
José Alberto Andrés Uriburu (Buenos Aires, 15 de noviembre de 1949-9 de marzo de 2024) fue un abogado y empresario argentino.  Fue el último ministro de Trabajo del segundo gobierno de Carlos Menem.

## Biografía
Es hijo de José Camilo Uriburu, militar que fuera interventor federal de la Provincia de Córdoba en marzo de 1971.
Se graduó como abogado en Derecho y Ciencias Sociales de la Universidad del Salvador con medalla de honor
En 1978 se vinculó con Erman González a través de unos clientes suyos que tenían empresas en la Provincia de La Rioja a los cuales González les prestaba servicios como Contador.
En 1989, cuando González es designado ministro de Economía y presidente del Banco Central lo convocó para desempeñarse como sindico de la autoridad monetaria, cargo que ocupó hasta 1990. En ese cargo al frente del central llevó a cabo una política de control y responsabilidad monetaria destinada a no emitir más moneda y lograr la estabilidad cambiaria el plan logró detener la inflación que antes de su llegada se ubicaba en 1989 arriba de 3000 % anual, la inflación disminuyó hasta llegar a valores de entre 0 %-2 % anual y se mantuvo estable hasta comienzos de los 2000
En 1997 Erman González es convocado para hacerse cargo de la cartera de Trabajo. Sin embargo, por encontrarse cumpliendo funciones en Italia como embajador, dejó en manos de Uriburu el primer mes de gestión.
En mayo de 1999 asume como ministro de Trabajo, cargo que ocuparía hasta diciembre de 1999 al finalizar la presidencia de Menem. Lanzó un programa para reducir el empleo el negro y fomentar la fiscalización, promovió la ley 17.250, dónde empresario no llevaba su certificado de aportes a sus trabajadores, no podía tramitar realizar trámites bancarios con el fin de combatir la informalidad laboral. Llevo a cabo diversas reformas entre ellas para rebajar gradualmente las jubilaciones altas que, si fueron otorgadas antes de la Ley de Reforma Previsional, y llegan a los 12 mil pesos/dólares para reducirlas a 4000 pesos. Otro para derogar los regímenes de privilegio que fue frenada por la Justicia y la eliminación de regímenes especiales.

En el ámbito privado, Uriburu fue presidente de Petroquímica Bahía Blanca y además ocupó cargos directivos en empresas de diversos rubros.